# Kalwaria na Górze Świętej Anny
Kalwaria na Górze Świętej Anny – zabytkowa kalwaria w miejscowości Góra Świętej Anny w województwie opolskim.
Kalwaria jest częścią zespołu zabytków w klasztorze franciszkanów należącego do Prowincji św. Jadwigi we Wrocławiu, obejmuje:
- 26 kaplic Drogi Męki Pańskiej i Dróżek Matki Boskiej,
- 6 kaplic maryjnych z XVIII w.,
- kaplica św. Józefa.

## Historia
Kalwaria została ufundowana w 1700 przez Georga Adama de Gaschina. Budowę rozpoczęto 27 maja 1700 według projektu Domenico Signo. Architekt wzorował się na układzie istniejącej już Kalwarii Zebrzydowskiej. Pierwszy etap budowy zakończono 24 lipca 1709. Powstały wówczas 33 kaplice. Pierwsze nabożeństwo kalwaryjskie odprawiono 14 września 1764. W 1764 r. Klemens XIII udzielił odpust pielgrzymom do świętoannskiej kalwarii.
19 sierpnia 1784 sanktuarium odwiedził król pruski Fryderyk Wilhelm II. W 1810 król pruski wydał dekret sekularyzacyjny, na podstawie którego majątek klasztoru przejęły władze świeckie. W 1832 dobra klasztorne wraz z kalwarią przekazane zostały biskupom wrocławskim. Franciszkanie powrócili do konwentu 13 sierpnia 1859. W 1866 poświęcono Kaplicę III Upadku Pana Jezusa. Franciszkanie musieli drugi raz opuścić klasztor w dobie Kulturkampfu za rządów Ottona von Bismarcka w lipcu 1875. Gdy nastawienie władz berlińskich do Kościoła katolickiego zelżało, franciszkanie znowu pojawili się na Górze Świętej Anny w 1887. W 1889 wybudowano tzw. Plac Rajski, w latach 1912–1914 Grotę Lourdzką. W 1929 rozpoczęto budowę domu pielgrzyma, w 1938 przejętego przez władze Trzeciej Rzeszy. W czasie II wojny światowej zakonnicy ponownie musieli opuścić klasztor i kalwarię. Powrócili po przejściu linii frontu w 1945. W 1980 kościołowi św. Anny z 1490 nadano tytuł bazyliki mniejszej. W czerwcu 1983 kalwarię odwiedził papież Jan Paweł II. Wraz z pątnikami odprawione wówczas zostały nieszpory.

## Zespół kościołów i kaplic
1. Bazylika św. Anny Samotrzeciej
2. Grota Lourdzka
3. Kaplica św. Rafała
4. Kaplica Koronacji NMP
5. Ołtarz papieski
6. Kaplica przyjęcia w niebie NMP
7. Kaplica pożegnania z Matką
8. Kaplica Królowej Patriarchów
9. Kaplica Królowej Aniołów
10. Kaplica Matki Miłosierdzia
11. Kościół Wniebowzięcia NMP
12. Kaplica Ogrójec
13. Kaplica Pojmania – zdrady Judasza
14. VI stacja pogrzebowa
15. III stacja pogrzebowa
16. II stacja pogrzebowa
17. Kaplica Domek NMP
18. Kaplica Wieczernik
19. Kaplica Pałac Annasza
20. Kaplica Pałac Kajfasza i Więzienie
21. Kaplica Pałąc Heroda
22. Kaplica Gradusy
23. Kaplica Ratusz Piłata
24. „U Piłatowej”
25. Kaplica włożenia Krzyża
26. Kaplica I Upadek
27. Kaplica Serce NMP
28. Kaplica Szymon Cyrenejczyk
29. Kaplica św. Weronika
30. Kaplica II Upadek – Brama Wschodnia
31. Kaplica Płaczące Niewiasty
32. Kaplica III Upadek
33. Pustelnia
34. Kaplica Obnażenie Pana Jezusa
35. Kościół św. Krzyża
36. Kaplica Namaszczenia
37. Kaplica Grób Pana Jezusa
38. Kaplica św. Marii Magdaleny
39. Kaplica św. Heleny
40. Dom Pielgrzyma
41. Pomnik Jana Pawła II